# Srpski Miletić
Srpski Miletić (cyr. Српски Милетић) – wieś w Serbii, w Wojwodinie, w okręgu zachodniobackim, w gminie Odžaci. W 2011 roku liczyła 3038 mieszkańców.